# Ишлеи (Ишлейское сельское поселение)
Ишле́и (чув. Ишлей) — село в Чебоксарском районе Чувашской Республики, административный центр Ишлейского сельского поселения. 

## География
Расстояние до Чебоксар 19 км, до райцентра 21 км, до железнодорожной станции 4 км. Располагается на берегах реки Унга. Село расположено южнее автомагистрали М7 «Волга», вдоль автодороги 97К-001 Чебоксары — Сурское.

## История
Первое упоминание о населённом пункте Первое Пихтулино (так до 1917 года называлось нынешнее село Ишлеи) относится к 1600 году, когда в бассейне реки Унга начали появляться поселения чувашей, которые перемещались сюда, к Волге с южных окраин нынешней республики в поисках никем ещё не занятых земель и «свободы» от феодального гнета. До октября 1917 года село именовалось Первое Пихтулино. Первые десять лет Советской власти оно было волостным центром, а с марта 1935 года до июля 1959 года — центром Ишлейского района. В 1964 году Указом Президиума Верховного Совета РСФСР село Ишлей-Покровское  переименовано в Ишлеи.

## Название
Краевед И.С. Дубанов, ссылаясь на «Словарь чувашского языка» Н.И. Ашмарина, предполагает, что название произошло от чувашского личного мужского имени Ишей. 

## Население
| 2002 | 2010  | 2012  | 2021  |
| ---- | ----- | ----- | ----- |
| 3190 | ↘3092 | ↗3441 | ↘3155 |

В 1781—1782 гг. согласно «Ведомости о наместничестве Казанском» в Козьмодемьянском уезде в селе Первое Пихтулино при речке Унге числилось 400 крещёных чуваш, 1 ясашный крестьянин.

## Инфраструктура

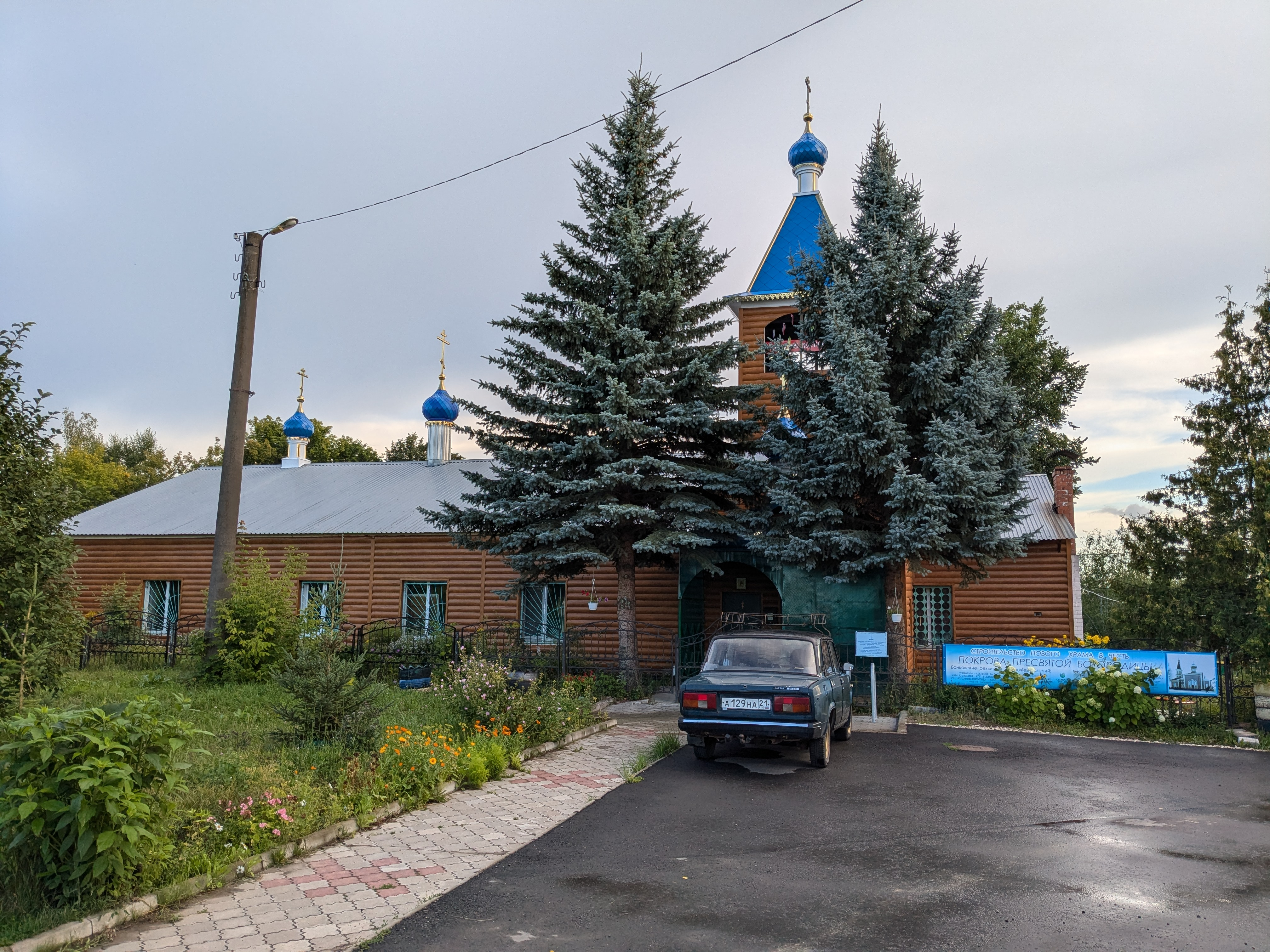
Церковь Покрова Пресвятой Богородицы

Православный храм в честь Покрова Пресвятой Богородицы в селе был построен в 1815 году на средства прихожан. Храм был каменный, строительство шло десять лет. В 1927 году по распоряжению Советской власти эту церковь закрыли, купола и колокольню разрушили, а здание храма стали использовать под цех для изготовления валенок. В 1997 году взамен разрушенного храма администрация района передала приходу православной церкви одно из зданий бывшего санатория, которое было переоборудовано под церковь. C 2010 года строилась часовня во имя святителя Николая на месте старого храма, а 11 октября 2011 года часовня была освящена.
В селе работают Дом культуры, библиотека. Популярными местами досуга являются кафе «Тарават» и «Сказка».
Имеется районная больница и станция скорой помощи.
Памятники и памятные места

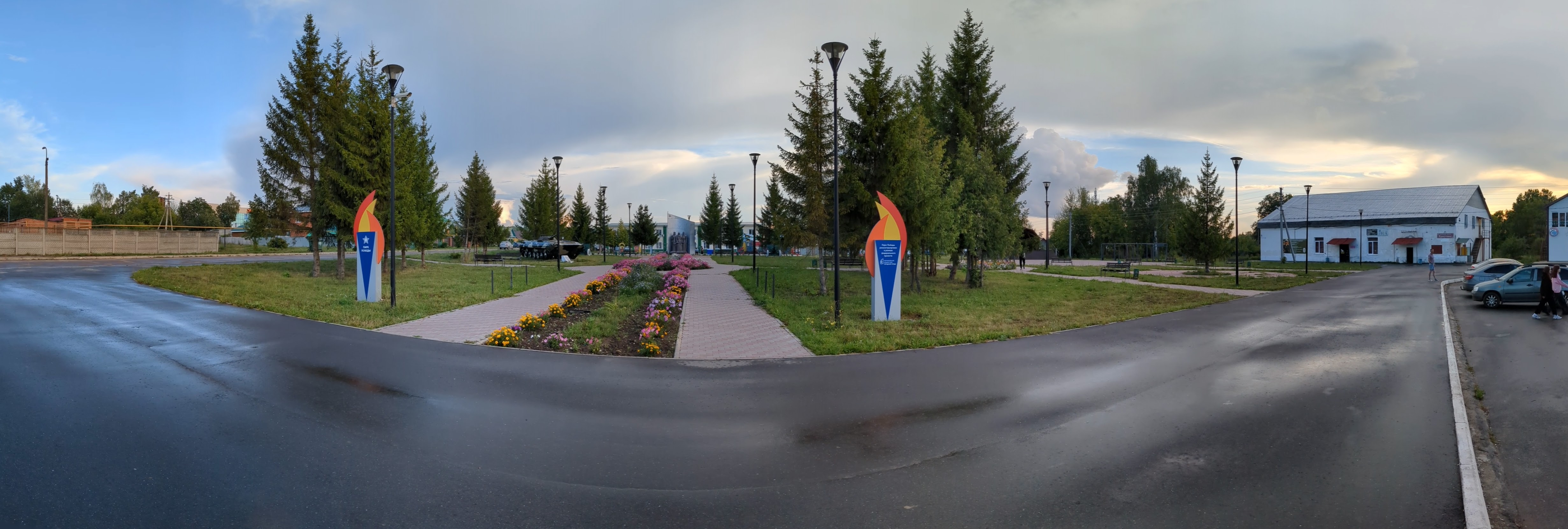

- Памятник павшим в Великой Отечественной войне (ул. Базарная, сквер Памяти Павшим воинам)[12].
- Памятник воинам-интернационалистам — БМП-1 (в честь ветеранов боевых действий, участников локальных войн, защитников Отечества, уроженцев Чебоксарского района, павших в горячих точках Афганистана и Северного Кавказа при исполнении служебного и воинского долга; сквер Памяти Павшим воинам)[13][14].
- Аллея имени Федорова Владимира Григорьевича.

## Экономика

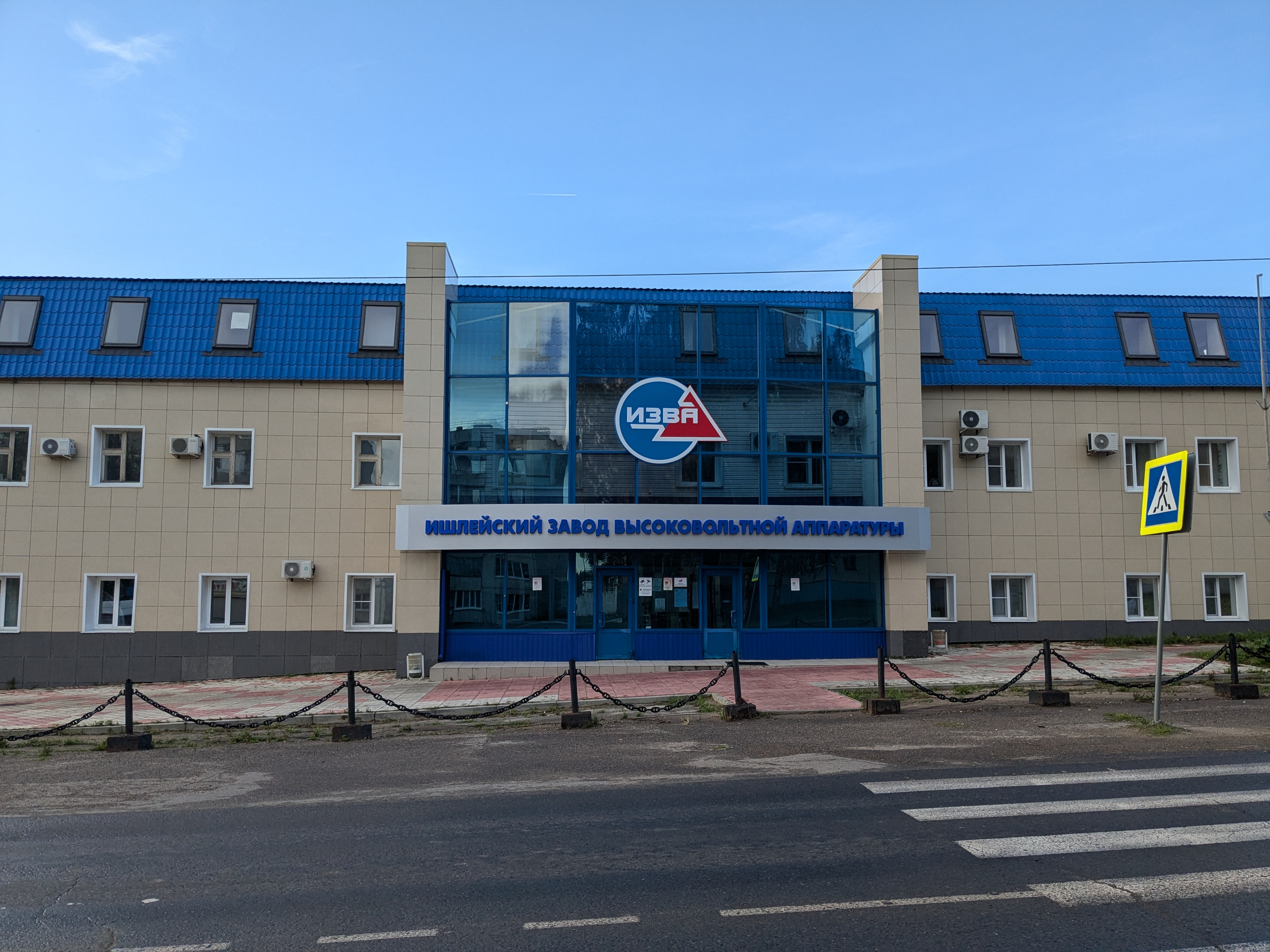
Ишлейский завод высоковольтной аппаратуры

Крупными предприятиями села являются: Ишлейский завод высоковольтной аппаратуры и ИП Шалеевой О.В.(производство «Шалеевские Ишлейские колбасы»).